# Numero di catalogazione internazionale degli oggetti spaziali
Il numero di catalogazione internazionale degli oggetti spaziali, noto negli Stati Uniti come NSSDC ID, o COSPAR ID è un sistema internazionale di numerazione degli oggetti inviati nello spazio, come ad esempio satelliti, sonde e rover. È composto dall'anno del lancio, da un numero di tre cifre che identifica il lancio dall'inizio dell'anno e da un codice di lettere (al massimo tre) che rappresenta il numero sequenziale di un pezzo nel lancio. Solo i satelliti conosciuti al pubblico sono numerati; alcuni satelliti militari non sono catalogati e non hanno il numero che identifica il lancio nell'anno.
Ad esempio 1957-001A è il veicolo di lancio dello Sputnik 1 e 1957-001B è lo Sputnik 1 vero e proprio. Il numero dice che è stato lanciato nel 1957 e che è stato il primo lancio dell'anno. Un altro esempio è 1990-037B, il telescopio spaziale Hubble, che fu il 37º lancio con successo conosciuto nel 1990. 1990-037A è lo Space Shuttle Discovery nella missione STS-31, che portò nello spazio l'Hubble.
I lanci falliti non ricevono un codice standard. Sono infatti catalogati con una designazione arbitraria, come ad esempio VAGSL1 per il satellite Vanguard SLV 1.
Il sistema di designazione è stato generalmente distinto dal sistema COSPAR. Questo gruppo classificò il primo sistema di designazione, progettato all'Università di Harvard nel 1958. Inoltre questo sistema usava lettere minuscole dell'alfabeto greco per designare i satelliti artificiali. Ad esempio lo Sputnik 1 era designato 1957α. Nel 1963 il sistema fu cambiato per usare i numeri, ma il suo utilizzo retroattivo per la semplicità della consultazione computerizzata non fu immediato. Ad esempio la pubblicazione trimestrale TRW Space Log del 1969 aveva dei satelliti in orbita da prima del 1963 elencati con le lettere greche e dopo con i numeri.
Il catalogo è amministrato negli Stati Uniti d'America dal National Space Science Data Center (NSSDC), una sezione della NASA.